# Ян Меконі
Ян або Джованні Меконі  (лат. Joannes Mechoni або Mekoni) — львівський міщанин XVIII ст. Міський райця (1710—1737). Бурмистр Львова (1723, 1727, 1728, 1737) та війт (1720, 1731, 1736).

Син Стефана Меконі, італійського купця, що походив з тосканського містечка Лукка і переїхав в XVII ст. до Кракова, де пізніше був райцею та бурмистром, та Терези Беллі, доньки краківського райці італійського походження Андреаса Беллі.